# Baculonistria longicornis
Baculonistria longicornis är en insektsart som först beskrevs av Wen-Xuan Bi och Z.G. Wang 1998.  Baculonistria longicornis ingår i släktet Baculonistria och familjen Phasmatidae. Inga underarter finns listade.